# Världsmästerskapen i alpin skidsport 1970
Världsmästerskapen i alpin skidsport 1970 arrangerades den 8–15 februari 1970 i Val Gardena i Italien.

## Herrar

### Störtlopp
Datum: 15 februari 1970
| Placering | Land       | Namn           | Tid     |
| --------- | ---------- | -------------- | ------- |
| 1         | Schweiz    | Bernhard Russi | 2.24,57 |
| 2         | Österrike  | Karl Cordin    | 2.24,79 |
| 3         | Australien | Malcolm Milne  | 2.25,09 |

### Storslalom
Datum: 10 februari 1970

| Placering | Land      | Namn             | Tid     |
| --------- | --------- | ---------------- | ------- |
| 1         | Österrike | Karl Schranz     | 4.19,19 |
| 2         | Österrike | Werner Bleiner   | 4.19,58 |
| 3         | Schweiz   | Dumeng Giovanoli | 4.21,15 |

### Slalom
Datum: 9 februari 1970

| Placering | Land      | Namn             | Tid     |
| --------- | --------- | ---------------- | ------- |
| 1         | Frankrike | Jean-Noël Augert | 1.39,47 |
| 2         | Frankrike | Patrick Russel   | 1.39,51 |
| 3         | USA       | Billy Kidd       | 1.39,53 |

### Alpin kombination
Datum: 15 februari 1970

| Placering | Land      | Namn                   | Poäng |
| --------- | --------- | ---------------------- | ----- |
| 1         | USA       | Billy Kidd             | 21,25 |
| 2         | Frankrike | Patrick Russel         | 50,15 |
| 3         | Polen     | Andrzej Bachleda-Curuś | 60,90 |

## Damer

### Störtlopp
Datum: 11 februari 1970

| Placering | Land      | Namn            | Tid     |
| --------- | --------- | --------------- | ------- |
| 1         | Schweiz   | Annerösli Zryd  | 1.58,34 |
| 2         | Frankrike | Isabelle Mir    | 1.58,84 |
| 3         | Österrike | Annemarie Pröll | 2.00,43 |

### Storslalom
Datum: 14 februari 1970

| Placering | Land      | Namn             | Tid     |
| --------- | --------- | ---------------- | ------- |
| 1         | Kanada    | Betsy Clifford   | 1.20,46 |
| 2         | Frankrike | Ingrid Lafforgue | 1.20,53 |
| 3         | Frankrike | Françoise Macchi | 1.20,60 |

### Slalom
Datum: 13 februari 1970

| Placering | Land      | Namn                | Tid     |
| --------- | --------- | ------------------- | ------- |
| 1         | Frankrike | Ingrid Lafforgue    | 1.40,44 |
| 2         | USA       | Barbara Ann Cochran | 1.42,15 |
| 3         | Frankrike | Michèle Jacot       | 1.42,20 |

### Alpin kombination
Datum: 14 februari 1970

| Placering | Land      | Namn             | Poäng |
| --------- | --------- | ---------------- | ----- |
| 1         | Frankrike | Michèle Jacot    | 30,31 |
| 2         | Frankrike | Florence Steurer | 37,69 |
| 3         | USA       | Marilyn Cochran  | 41,84 |

## Medaljligan
| Placering | Land       | Gold | Silver | Brons | Totalt |
| --------- | ---------- | ---- | ------ | ----- | ------ |
| 1         | Frankrike  | 3    | 5      | 2     | 10     |
| 2         | Schweiz    | 2    | -      | 1     | 3      |
| 3         | Österrike  | 1    | 2      | 1     | 4      |
| 4         | USA        | 1    | 1      | 2     | 4      |
| 5         | Kanada     | 1    | -      | -     | 1      |
| 6         | Australien | -    | -      | 1     | 1      |
|           | Polen      | -    | -      | 1     | 1      |